# كيفن رالي
كيفن رالي (بالإنجليزية: Kevin Raleigh)‏ هو مغني أمريكي، ولد في 27 فبراير 1952 في كليفلاند في الولايات المتحدة.